# 坦薩鄉 (雅西縣)
46°55′N 27°14′E / 46.917°N 27.233°E
坦薩鄉（羅馬尼亞語：Comuna Tansa, Iași），是羅馬尼亞的鄉份，位於該國東北部，由雅西縣負責管轄，面積36平方公里，海拔高度325米，2007年人口2,916，人口密度每平方公里82人。